# Px48

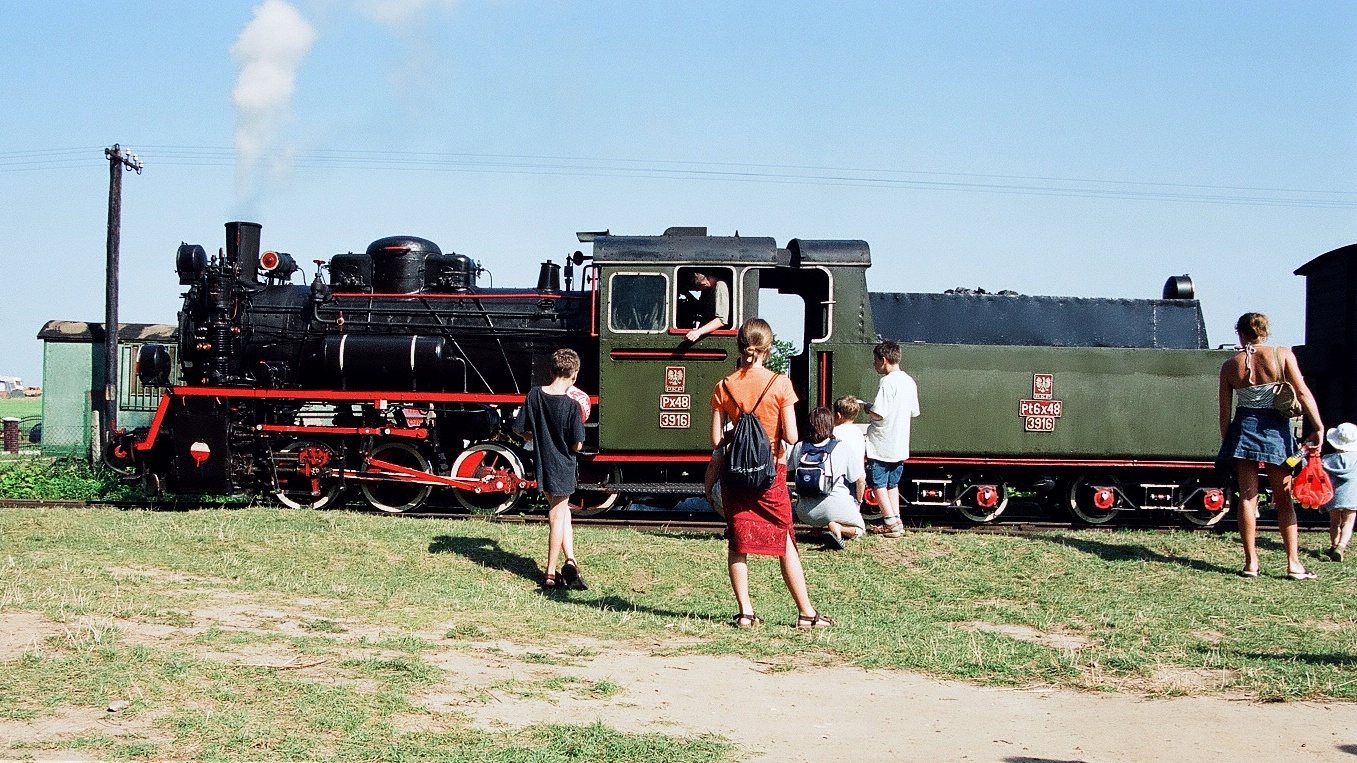
Lokomotywa eksploatowana przez Nadmorską Kolej Wąskotorową (2002)

Px48 – polski parowóz wąskotorowy, produkowany po II wojnie światowej w zakładach Fablok.

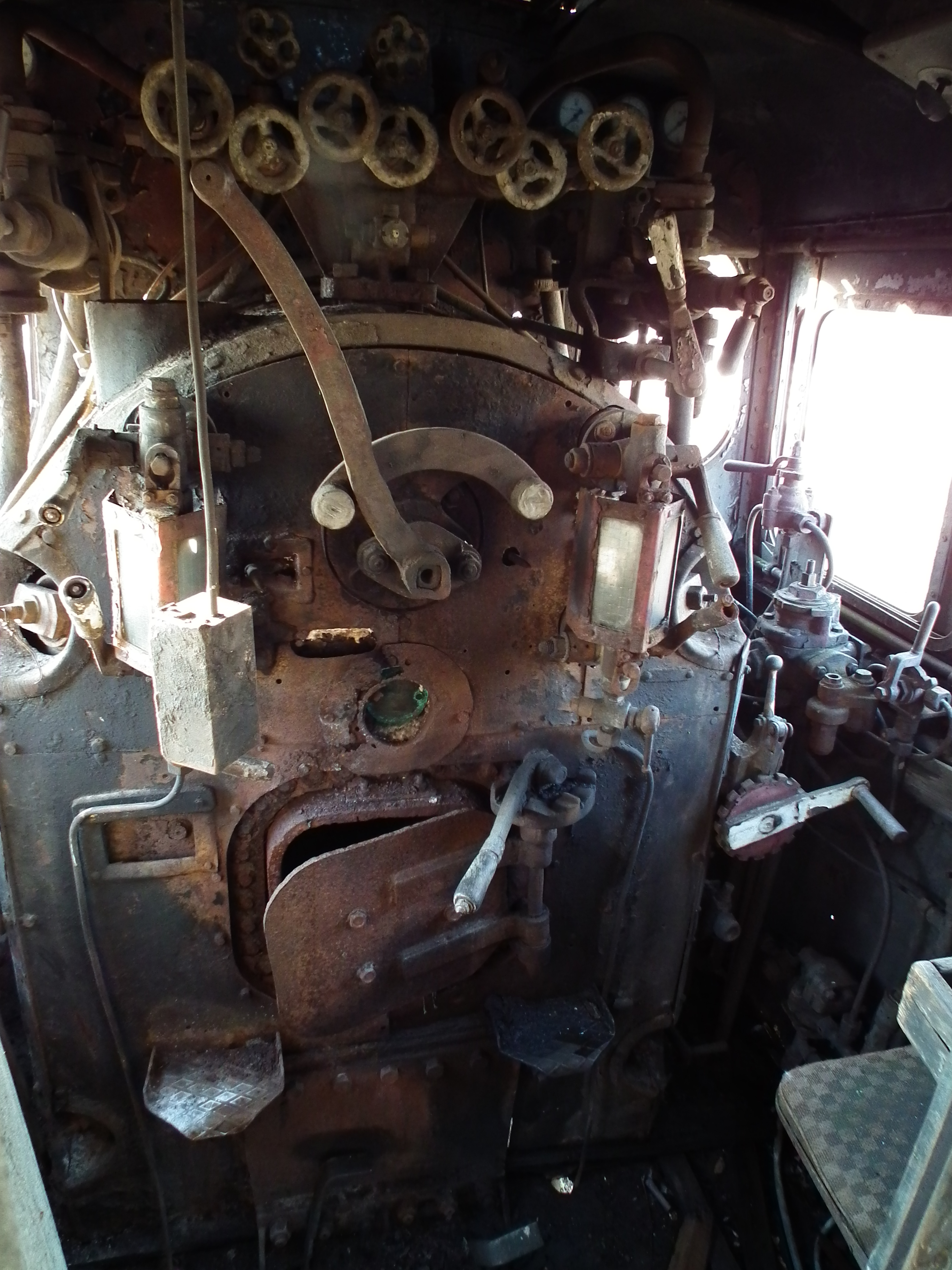
Palenisko Px48-1726

## Historia
Zbudowany na podstawie dokumentacji technicznej parowozu serii Wp29 (Px29), odnalezionej w 1943 przez pracownika Fabloku inż. K. Sieleckiego. Obydwa parowozy były do siebie bardzo zbliżone. Kocioł parowozu Px48 pozostał taki sam jak w parowozie Px29. Nowa dokumentacja techniczna została zatwierdzona w 1948 roku. Produkcję pierwszych parowozów rozpoczęto dopiero w 1950 roku z powodu otrzymania przez Fablok zamówień na parowozy tego typu przez koleje rumuńskie oraz jugosłowiańskie. 
Do 1954 roku zbudowano łącznie 81 parowozów: 70 parowozów dla PKP, 5 parowozów dla kolei przemysłowych oraz 6 na eksport do Albańskiej Republiki Ludowej oraz Chińskiej Republiki Ludowej. W 1955 roku, po wprowadzeniu zmian w dokumentacji konstrukcyjnej, wybudowano 37 parowozów (tzw. drugiego wykonania). Niektóre z nich były wyposażone w kotły wyprodukowanej w „Toruńskiej Fabryce Kotłów”. Kotły te były w znacznym stopniu spawane elektrycznie. Spośród wyprodukowanych 37 parowozów, 24 sztuki zakupiły PKP, a 13 sztuk koleje przemysłowe. Łącznie dla potrzeb PKP wyprodukowano 118 tych maszyn.

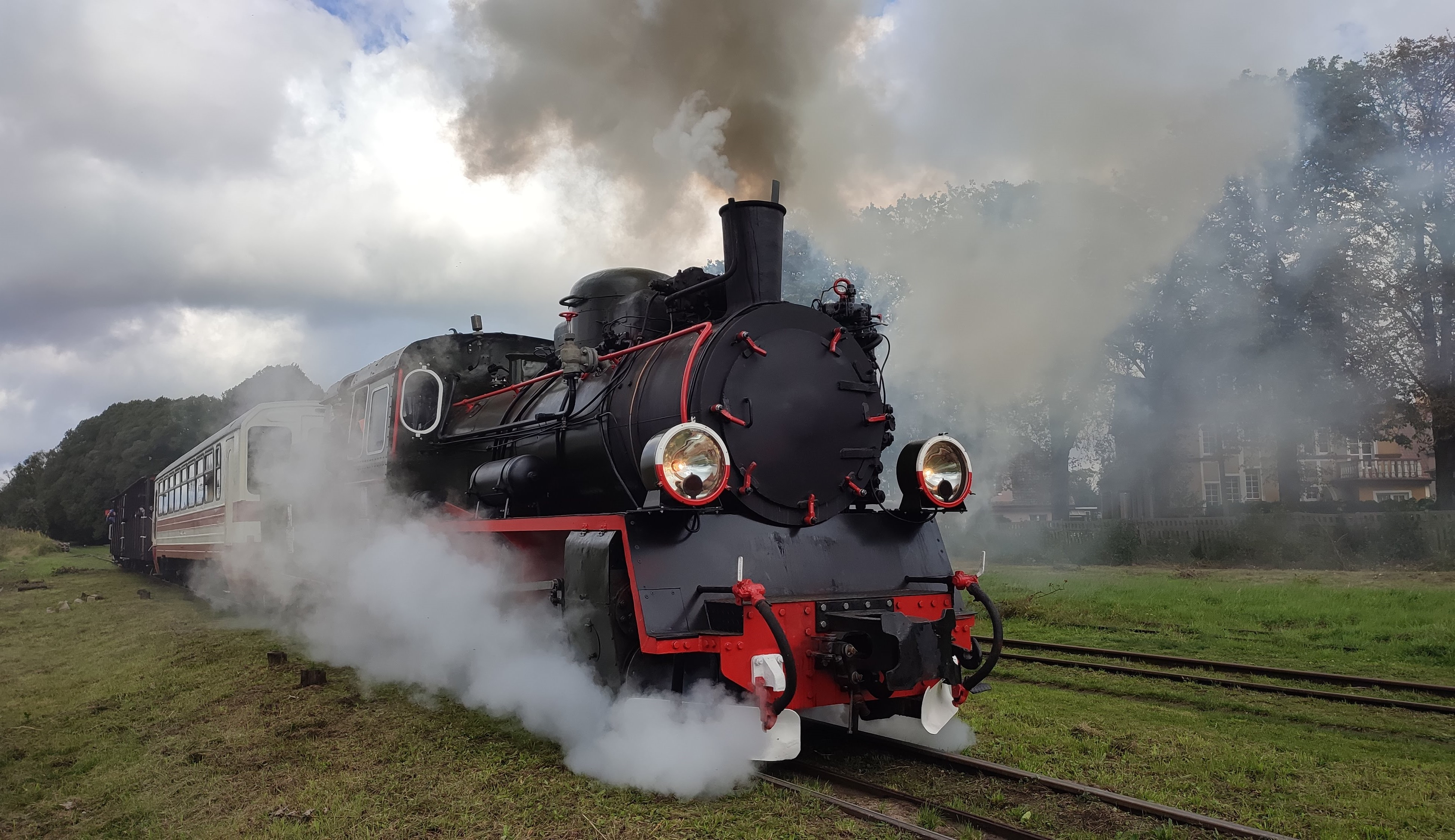
Px48 – „Koszalin Wąskotorowy”

Na początku lat 50. XX wieku ZNTK w Nowym Sączu przebudowały 17 tych maszyn do jazdy po torze o szerokości 1000 mm. Zapas 4 t węgla i 6 m³ wody umożliwiał prowadzenie składu o masie 300 t na trasie długości 65 km, bez potrzeby uzupełniania paliwa.
Cztery lokomotywy zostały zbudowane w 1952 roku na eksport do Chińskiej Republiki Ludowej (na tor 762 mm, z tego dwie następnie przekazane Albańskiej Republice Ludowej) i jedna do Albańskiej Republice Ludowej (tor 760 mm). Ponadto na bazie Px48 opracowano zmienione wersje eksportowe na tor 760 mm: Duna dla Rumunii (10 sztuk, z dwuosiowym tendrem) i Sawa dla Jugosławii (10 sztuk, z trzyosiowym tendrem, następnie przejęte przez PKP jako seria Px49).
Parowozy Px48 rozpoczęto wycofywać około 1970 roku, kiedy to PKP wprowadziło na koleje wąskotorowe ciężkie lokomotywy spalinowe importowane z Rumunii (m.in. serii Lxd2 o mocy 450 KM). Parowozy Px48 sprzedawano do kolei przemysłowych oraz do innych krajów
W 1990 roku dwa parowozy Px48 zostały sprzedane do Niemiec na kolej Brohltalbahn, gdzie używane były pod numerami V i VI, prowadząc pociągi muzealne Vulkan Express w rejonie Brohl (w 2010 r. były nieczynne).
Parowóz Px48-1783 posłużył do wykonania instalacji artystycznej pod nazwą „Wysiadać! Łódź Fabryczna” przez Piotra Janowskiego, artysty urodzonego w Łodzi, a zamieszkałego w Stanach Zjednoczonych na Florydzie. Parowóz został oklejony folią aluminiową i ustawiony w okresie od 10 grudnia 2016 do 9 kwietnia 2017 w Łodzi u zbiegu ulic Jana Kilińskiego i Romualda Traugutta z okazji otwarcia nowego dworca kolejowo-autobusowego Łódź Fabryczna.

## Budowa parowozu
Kocioł parowozu posiadał stalową skrzynię ogniową. Obsługa kotła wymagała kontrolowania i zapobiegania częstym stałym zmianom temperatury. Armatura przy kotle była znormalizowana, jaką stosowano w parowozach przemysłowych normalnotorowych typu Ferrum. Na walczaku kotła zamontowano dwie piasecznice we wspólnej obudowie ze zbieralnikiem pary. Podawały one piasek pod wszystkie koła napędne parowozu. Podwozie parowozu miało ostoję belkową o grubości belek 60 mm, odsprężynowaną za pomocą płaskich resorów odgórnie w sposób kombinowany, z czterema punktami podparcia całej konstrukcji. Zestawy kołowe pierwszych trzech osi napędnych były sztywne, a koła drugiej osi miały zwężone obrzeża po 3 mm na stronę, natomiast czwarta oś napędna miała przesuw boczny po 15 mm na stronę, co umożliwiało swobodne pokonywanie łuków o promieniu 35 metrów. Silniki parowe bliźniacze na parę przegrzaną napędzały poprzez jednoprowadnicowe krzyżulce i dość długie korbowody trzecią oś napędną. Suwaki tłoczkowe z wlotem pary wewnętrznym i długie trzony tłokowe przechodzące przez przednie pokrywy cylindrowe. Parowóz prowadził tender czteroosiowy oparty na wózkach Diamonda ze spawaną skrzynią wodną o pojemności 6 m³ i węglową na 4 tony węgla

## Lista parowozów serii Px48 zachowanych w Polsce[10]
| Seria pojazdu | Rok produkcji | Producent | Miejscowość.        | Stan parowozu    | szerokość toru |
| ------------- | ------------- | --------- | ------------------- | ---------------- | -------------- |
| Px48-1723     | 1950          | Chrzanów  | Zduńska Wola        | pomnik           | 750 mm         |
| Px48-1724     | 1950          | Chrzanów  | Jędrzejów           | oczekuje naprawy | 750 mm         |
| Px48-1726     | 1950          | Chrzanów  | Zbiersk             | eksponat         | 750 mm         |
| Px48-1728     | 1950          | Chrzanów  | Pyskowice           | wrak             | 750 mm         |
| Px48-1734     | 1951          | Chrzanów  | Przeworsk           | oczekuje naprawy | 750 mm         |
| Px48-1739     | 1951          | Chrzanów  | Sochaczew           | eksponat         | 750 mm         |
| Px48-1748     | 1951          | Chrzanów  | Sochaczew           | eksponat         | 750 mm         |
| Px48-1752     | 1951          | Chrzanów  | Ełk                 | czynny           | 750 mm         |
| Px48-1755     | 1951          | Chrzanów  | Sochaczew           | eksponat         | 750 mm         |
| Px48-1756     | 1951          | Chrzanów  | Środa Wielkopolska  | w naprawie       | 750 mm         |
| Px48-1758     | 1952          | Chrzanów  | Ostrołęka           | pomnik           | 750 mm         |
| Px48-1760     | 1952          | Chrzanów  | Poznań              | pomnik           | 750 mm         |
| Px48-1764     | 1953          | Chrzanów  | Krotoszyn           | pomnik           | 750 mm         |
| Px48-1765     | 1953          | Chrzanów  | Śmigiel             | pomnik           | 750 mm         |
| Px48-1770     | 1953          | Chrzanów  | Praszka             | eksponat         | 750 mm         |
| Px48-1771     | 1953          | Chrzanów  | Sochaczew           | eksponat         | 750 mm         |
| Px48-1778     | 1953          | Chrzanów  | Marki               | pomnik           | 750 mm         |
| Px48-1783     | 1954          | Chrzanów  | Rogów               | eksponat         | 750 mm         |
| Px48-1784     | 1954          | Chrzanów  | Ciechanów           | pomnik           | 750 mm         |
| Px48-1785     | 1954          | Chrzanów  | Września            | eksponat         | 750 mm         |
| Px48-1902     | 1954          | Chrzanów  | Krośniewice         | eksponat         | 750 mm         |
| Px48-1907     | 1955          | Chrzanów  | Krośnice            | czynny           | 750 mm         |
| Px48-1911     | 1955          | Chrzanów  | Rogów               | eksponat         | 750 mm         |
| Px48-1912     | 1955          | Chrzanów  | Pleszew             | pomnik           | 750 mm         |
| Px48-1919     | 1955          | Chrzanów  | Gniezno             | oczekuje naprawy | 750 mm         |
| Px48-1920     | 1955          | Chrzanów  | Środa Wielkopolska  | czynny           | 750 mm         |
| Px48-1921     | 1955          | Chrzanów  | Dębica              | pomnik           | 750 mm         |
| Px48-1923     | 1955          | Chrzanów  | Zbąszynek           | pomnik           | 750 mm         |
| Px48-1927     | 1955          | Chrzanów  | Siedlce             | pomnik           | 750 mm         |
| Px48-3901     | 1951          | Chrzanów  | Koszalin            | czynny           | 1000 mm        |
| Px48-3908     | 1953          | Chrzanów  | Szczecinek          | pomnik           | 1000 mm        |
| Px48-3910     | 1953          | Chrzanów  | Koszalin            | oczekuje naprawy | 1000 mm        |
| Px48-3912     | 1953          | Chrzanów  | Gryfice             | eksponat         | 1000 mm        |
| Px48-3913     | 1951          | Chrzanów  | Gryfice             | oczekuje naprawy | 1000 mm        |
| Px48-3915     | 1953          | Chrzanów  | Gryfice             | eksponat         | 1000 mm        |
| Px48-3916     | 1950          | Chrzanów  | Piaseczno           | oczekuje naprawy | 1000 mm        |
| Px48-3917     | 1954          | Chrzanów  | Grodzisk Mazowiecki | eksponat         | 1000 mm        |